# Daedalellus apterus
Daedalellus apterus är en insektsart som först beskrevs av Ludwig Redtenbacher 1891.  Daedalellus apterus ingår i släktet Daedalellus och familjen vårtbitare. Inga underarter finns listade i Catalogue of Life.